# Liste der Kulturgüter in Masein
Die Liste der Kulturgüter in Masein enthält alle Objekte in der Gemeinde Masein im Kanton Graubünden, die gemäss der Haager Konvention zum Schutz von Kulturgut bei bewaffneten Konflikten, dem Bundesgesetz vom 20. Juni 2014 über den Schutz der Kulturgüter bei bewaffneten Konflikten sowie der Verordnung vom 29. Oktober 2014 über den Schutz der Kulturgüter bei bewaffneten Konflikten unter Schutz stehen.
Objekte der Kategorie A sind im Gemeindegebiet nicht ausgewiesen, Objekte der Kategorie B sind vollständig in der Liste enthalten, Objekte der Kategorie C fehlen zurzeit (Stand: 13. Oktober 2021).

## Kulturgüter
| Foto |                                                                    | Objekt                            | Kat. | Typ | Standort                      | Beschreibung |
| ---- | ------------------------------------------------------------------ | --------------------------------- | ---- | --- | ----------------------------- | ------------ |
| ja   | Datei hochladen · Wikidata zu Reformierte Kirche Masein (Q2136961) | Evangelische Kirche KGS-Nr.: 3100 | B    | G   | Ausserdorf 30 752024 / 174572 |              |
| ja   | Datei hochladen · Wikidata zu Schloss Tagstein (Q29784929)         | Schloss Tagstein KGS-Nr.: 3101    | B    | G   | Tagsteinweg 3 752456 / 174528 |              |